# Rivière Koroc
Rivière Koroc är ett vattendrag i Kanada.   Det ligger i provinsen Québec, i den östra delen av landet, 1 600 km nordost om huvudstaden Ottawa.
Omgivningarna runt Rivière Koroc är i huvudsak ett öppet busklandskap. Trakten runt Rivière Koroc är nära nog obefolkad, med mindre än två invånare per kvadratkilometer.